# The Dancing Girl
The Dancing Girl er en amerikansk stumfilm fra 1915 af Allan Dwan.

## Medvirkende
- Florence Reed som Drusilla Ives
- Fuller Mellish som David Ives
- Lorraine Huling som Faith Ives
- Malcolm Williams
- William Russell som John Christison